# Streichhölzer, kauft Streichhölzer!
Streichhölzer, kauft Streichhölzer! ist ein gut einstündiges deutsches Stummfilmmelodram aus dem Jahre 1916 von Alwin Neuß nach seiner eigenen Idee mit Hella Moja in der Hauptrolle eines bettelarmen Mädchens, das nach Reichtum und sozialem Aufstieg strebt.

## Handlung
Die kleine Hella wächst im Elend der Straße auf und verkauft Streichhölzer an achtlos vorbeigehende Passanten, um wenigstens einigermaßen überleben zu können. Einzig der junge Fritz, der es als Zeitungsausträger ähnlich schwer hat, scheint in diesem Überlebenskampf treu an ihrer Seite zu stehen. Hellas Traum ist es, eines Tages diesen miserablen Lebensumständen entkommen zu können und auf die Sonnenseite des Lebens zu wechseln. Dafür bietet sich eines Tages eine Chance, als ein eleganter Herr namens Kurt Stahn des Weges kommt. Ihn rührt Hellas Schicksal, und er nimmt das kleine Mädchen zu sich nach Haus, um ihm Heim und Obdach zu geben. Hella, die sich insgeheim erhofft hat, eines Tages Kurts Ehefrau werden zu können, sieht sich bitter enttäuscht, als dieser ihr eröffnet, demnächst heiraten zu wollen … nur leider nicht sie. Im Zustand des Schocks verlässt das einstige Streichholz-Mädchen das traute Heim und irrt erneut ziellos durch die Straßen umher. Als sie ein vertrautes Gesicht aus vergangener Zeit erblickt, rennt sie auf den Knaben zu: Es ist Fritz, der Zeitungsjunge. Dabei achten beide nicht auf den Straßenverkehr, und so erfasst ein herannahendes Auto Hella und verletzt sie. Am Steuer sitzt Graf Tannen, der Hella von einem früheren Besuch Kurt Stahns her kennt.
Schuldbewusst nimmt der Adelige das Streichholzmädchen zu sich nach Hause und lässt es durch seine Freundin Lotte gesundpflegen. Hella kommt allmählich wieder auf die Beine, lediglich ihre Lungen haben gelitten. Nachdem sie auch mit dem Grafen eine Enttäuschung erlebt hat, erscheint ein gewisser Holting, der sogleich Graf Tannen zu einem Duell herausfordert, bei dem Holting verwundet wird. Endlich kann Hella auch einmal für jemanden sorgen, der ihre Pflege zu schätzen weiß. Beide scheinen sich anzunähern, doch Hella erlebt auch diesmal eine Enttäuschung, denn Holting scheint keine Empathie für ihr einst erlittenes Leid als Kind und Streichholzverkäuferin zu entwickeln. Und so schwört Hella der Liebe ab und plant, fortan nur noch ihrem alten Traum nach Geld und Luxus nachzujagen. Holtings Gefühle sind zwar aufrichtig, aber dies scheint Hella nicht zu genügen. Als er sein gesamtes Vermögen verliert, ist er bereit, das arme Mädchen zu heiraten. Als Hella ihn daraufhin fragt, ob er sie auch damals vor den Altar geführt hätte, als er noch gesellschaftliche Stellung und viel Geld besaß, muss er diese Frage beschämt vereinen.
Bitter enttäuscht wendet sie sich von Holting ab mit den Worten: „Dann geh und leide, wie ich einst gelitten!“. Hella bleibt nicht lange allein, denn Männer in fortgeschrittenem Alter, die ihre Schönheit bewundern, hatten schon immer ein Auge auf sie geworfen. Der nächste in der Reihe ist Berthold Lohmann, von Haus aus betuchter Großindustrieller, und der sucht sie in ihrer Wohnung auf. Er ist es endlich, der sie bittet, seine Frau zu werden. Sie sagt freudestrahlend ja, und man gibt zum Anlass der Vermählung im Hause Lohmann ein rauschendes Fest. In diesem Rahmen stellt der Neu-Gatte Hella den jungen Maler Richard Rust vor. Er soll zur Hochzeit ein Porträt von ihr schaffen. Erstmals empfindet die Aufsteigerin tief empfundene Liebe zu jemandem und erkennt schlagartig, dass sie bislang stets den falschen, den nichtigen Dingen des Lebens nachgejagt ist. Plötzlich sind Luxus und gesellschaftliche Anerkennung für sie vollkommen unerheblich. Doch wieder schlägt das Schicksal erbarmungslos zu: Hella muss erkennen, dass Richard nicht frei ist und eine andere liebt. Nach all dem Raubbau an ihren physischen Kräften bricht Hella nun auch emotional zusammen. Im Angesicht des eigenen Todes vermacht sie dem Maler und seiner jungen Braut all ihr verbliebenes Hab und Gut.

## Produktionsnotizen
Streichhölzer, kauft Streichhölzer! entstand bis Frühling 1916 im Eiko-Film-Atelier in Berlin-Marienfelde, passierte die Zensur im Juni desselben Jahres und wurde am 1. September 1916 im Marmorhaus uraufgeführt. Der Vierakter, der in Wien ab dem 29. Dezember 1916 unter dem Titel Rätsel, die das Leben birgt gezeigt wurde, besaß in seiner österreichischen Fassung eine Länge von rund 1280 Meter.

## Kritiken
In der Kinematographischen Rundschau heißt es: „In diesem prächtigen Film wird eine gute Idee schauspielerisch und szenisch vorzüglich verwertet.“
Die Linzer Tages-Post befand, „Mit der Verfilmung des vieraktigen Lebensbildes ‚Rätsel, die das Leben birgt‘ wurde ein im Szenenaufbau vorzügliches Werk geschaffen. Bedeutet schon die rasche Wechselfolge der Handlung einen vollen Erfolg, so wird die Wirkung durch ausgezeichnetes Spiel noch bedeutend gehoben. Hella Moja … bietet in der Hauptrolle eine Glanzleistung.“
Die Wiener Allgemeine Zeitung schwärmte: „‚Rätsel, die das Leben birgt‘ ist das echte und rechte Kinostück im besten Sinne dieses Begriffes, der mit den rasch hingleitenden, wechselvollen Bildern des Lebens oft auch die rührendste Poesie erfaßt.“